# Мидяново
Мидяново — деревня в Вологодском районе Вологодской области.
Входит в состав Кубенского сельского поселения, с точки зрения административно-территориального деления — в Кубенский сельсовет.
Расстояние по автодороге до районного центра Вологды — 36 км, до центра муниципального образования Кубенского — 6 км. Ближайшие населённые пункты — Шаталово, Баралово, Кулемесово, Горбунка, Илейкино, Коротково, Настасьино, Морино, Долгово, Сопятино.
По переписи 2002 года население — 2 человека.